# Ente per la trasformazione fondiaria e agraria in Sardegna
L'Ente per la trasformazione fondiaria e agraria in Sardegna, noto anche con l'acronimo ETFAS, è stato un ente regionale della Sardegna. Istituito nell'ambito della cosiddetta "Riforma agraria" dal Ministero dell'agricoltura e delle foreste con DPR n. 265 del 27.04.1951, aveva il compito di acquisire, bonificare e trasformare terreni incolti con conseguente assegnazione finale ai contadini.
Durante la sua esistenza vennero espropriati 93.000 ettari poi suddivisi in circa 3000 appezzamenti tra poderi e quote. Parallelamente ai miglioramenti fondiari vennero effettuate opere infrastrutturali come l'edificazione di case coloniche - in alcuni casi di vere e proprie borgate dotate dei servizi principali - strade rurali e interpoderali, elettrodotti e acquedotti. I terreni vennero preparati principalmente alle coltivazioni di vigne, oliveti e frutteti.
Terminata la funzione per cui l'ente era stato costituito, nel 1984, con la legge regionale n°5 del 19 gennaio, l'ETFAS viene trasformato nel più adeguato Ente regionale di sviluppo e assistenza tecnica in agricoltura (ERSAT), col compito di:
- potenziare l'impresa agricola
- razionalizzare l'uso delle risorse idriche
- favorire l'integrazione tra produzione e mercato
- diffondere l'innovazione e potenziare i servizi reali di assistenza tecnica;
- incentivare lo sviluppo rurale
- dare attuazione ai programmi applicativi dei regolamenti comunitari.